# Wilków Wielki (gromada)
Wilków Wielki – dawna gromada, czyli najmniejsza jednostka podziału terytorialnego Polskiej Rzeczypospolitej Ludowej w latach 1954–1972.
Gromady, z gromadzkimi radami narodowymi (GRN) jako organami władzy najniższego stopnia na wsi, funkcjonowały od reformy reorganizującej administrację wiejską przeprowadzonej jesienią 1954 do momentu ich zniesienia z dniem 1 stycznia 1973, tym samym wypierając organizację gminną w latach 1954–1972.
Gromadę Wilków Wielki z siedzibą GRN w Wilkowie Wielkim utworzono – jako jedną z 8759 gromad na obszarze Polski – w powiecie dzierżoniowskim w woj. wrocławskim, na mocy uchwały nr 12/54 WRN we Wrocławiu z dnia 2 października 1954. W skład jednostki weszły obszary dotychczasowych gromad Wilków Wielki, Przystronie i Kietlin ze zniesionej gminy Łagiewniki oraz obszar o powierzchni 186 ha z miasta Niemcza (przyległy na południu do gruntów dotychczasowej gromady Wilków Wielki) – w tymże powiecie. Dla gromady ustalono 12 członków gromadzkiej rady narodowej.
31 grudnia 1959 z gromady Wilków Wielki wyłączono przysiółek Ptasinek, włączając go do miasta Niemczy w tymże powiecie.
1 stycznia 1960 gromadę zniesiono, a jej obszar włączono do nowo utworzonej gromady Niemcza, oprócz: a) wsi Przystronie, którą włączono do gromady Łagiewniki; b) wsi Gola, którą włączono do znoszonej gromady Roztocznik – w tymże powiecie.